# 해기사
해기사(海技士)는 선박직원법 4조에 따른 면허를 받은 사람을 말한다.
선박직원법에서는 22종의 자격증(1급∼6급의 항해사 또는 기관사, 1급∼4급의 운항사 또는 통신사, 소형선박조종사, 수면비행선박 조종사)으로 구분하고 있으며, 선박에서는 선장, 항해사, 기관장, 기관사, 운항장, 운항사, 통신장 및 통신사의 직무를 수행한다. 해기사의 국립교육기관은 목포해양대학교, 한국해양대학교, 부산해사고등학교, 인천해사고등학교, 완도수산고등학교 및 한국해양수산연수원의 단기해기사양성과정(오션폴리텍)이 있다.